# Банска-Бистрица (район)
Район Банска-Бистрица (словац. Okres Banská Bystrica) — район Словакии. Находится в Банскобистрицком крае.

## Население
| Год:        | 1994    | 2004    | 2014    | 2024    |
| ----------- | ------- | ------- | ------- | ------- |
| Broj ljudi: | 112 520 | 111 419 | 111 018 | 106 604 |
| Разница:    |         | −0,97 % | −0,35 % | −3,97 % |

| Год:                | 2023    | 2024    |
| ------------------- | ------- | ------- |
| Количество человек: | 107 199 | 106 604 |
| Разница:            |         | −0,55 % |

### Статистические данные (2001)
Национальный состав:
- Словаки — 95,4 %
- Чехи — 1,2 %
- Цыгане — 0,6 %

Конфессиональный состав:
- Католики — 49,1 %
- Лютеране — 17,4 %
- Греко-католики — 0,9 %